# Chromatographie de partage
La chromatographie de partage est une méthode de séparation de molécules par chromatographie suivant leur migration/répartition différentielle dans deux phases liquides. La phase stationnaire est liquide et la phase mobile l'est aussi, les liquides doivent donc être non miscibles.
En 1952, Martin et Synge reçurent le prix Nobel de chimie pour leur invention de la chromatographie de partage.
Le support : c'est le solide poreux qui est imprégné de liquide. Son intervention en tant qu'absorbant est inévitable et parfois même, il peut être dominant sur l'effet de partage. Il est choisi en fonction de critères expérimentaux (épaisseur, texture). Les supports sont très variables : cellulose, gel de silice…

## Techniques
Actuellement, la chromatographie de partage est largement utilisée en laboratoire, une des phases liquides est remplacée par une phase stationnaire greffée. La phase stationnaire est greffée par des méthodes utilisant la chimie des silanes (liaisons Si-O-Si-C) avec des alkyl-silanes. Les longues chaines alkyl greffées sur la phase solide sont assimilables à une phase liquide, c'est pour cela qu'il s'agit d'une chromatographie de partage.
Selon la polarité du greffon, deux méthodes chromatographiques existent : 
| Méthode                                                  | Sigle | Phase stationnaire (greffons)                                        | Phase mobile | Le premier composé élué |
| -------------------------------------------------------- | ----- | -------------------------------------------------------------------- | ------------ | ----------------------- |
| Chromatographie de partage à polarité de phases normale  | PN    | Polaire : amines, nitriles                                           | Apolaire     | Le moins polaire        |
| Chromatographie de partage à polarité de phases inversée | RPLC  | Apolaire : des chaînes alkyles (en général chaîne de 16-18 carbones) | Polaire      | Le plus polaire         |

Le choix de la phase mobile est importante et ce choix se fait en fonction des molécules à séparer. Suivant si on veut qu'elles aient une affinité forte ou non avec la phase stationnaire, qui rappelons-le est soit polaire ou apolaire. 
L'élution se fait suivant la séparation désirée par un gradient d'élution isocratique ou non.
La chromatographie de partage est à présent la plus utilisée avec les techniques de chromatographie en phase liquide à haute performance.
Un soluté très soluble dans la phase fixe migrera lentement, ceci est due à la force de rétention. À l'inverse, un soluté peu soluble dans la phase fixe migrera plus vite, ceci est due à la force d'entrainement.
Rapport frontal : RF = distance parcourue par le soluté/distance parcourue par le solvant. Le rapport frontal se calcule entre 0 et 1. Le soluté qui est très soluble dans la phase fixe aura un RF très faible, à l'inverse, le soluté qui est soluble dans la phase mobile aura un RF élevé et proche de 1.

## Configuration physique du système
La chromatographie de partage liquide-liquide peut être réalisée :
- sur colonne : celle-ci est remplie d'un support imprégné d'un solvant fixe. Le tout constitue la phase stationnaire. Le support doit absorber suffisamment de solvant fixe pour obtenir une couche épaisse. Cette couche épaisse va exercer son rôle de solvant à l'égard des solutés entraînés par le solvant mobile. Il est impossible dans cette technique d'obtenir des supports totalement inertes, donc il est pratiquement impossible de déterminer ce qui relève du partage ;

- sur papier : on fait un dépôt sur une feuille de papier (membrane de cellulose) puis cette feuille de papier est introduite dans une cuve (dite sandwich) contenant la phase fixe, celle-ci est le plus souvent aqueuse. La cellulose du papier très hydrophile se sature en eau, ce qui constitue la phase fixe. La phase mobile est introduite dans l'augette située sur la partie supérieure de la cuve. La phase mobile migre par capillarité, la séparation des solutés se fait par partage entre les deux solvant.

## Applications
Analyse quantitative, séparations des éléments d'une solution liquide en fonction de son affinité avec une autre phase liquide (interactions polaires). Séparation des alcools d'un parfum, séparation des hydrocarbures d'un pétrole, d'une huile…